# シャルトルーズイエロー
シャルトルーズイエロー（Chartreuse yellow）とは、黄色やフローレセントイエローに近い色で純色の一種。

## 近似色
- 黄色
- フローレセントイエロー